# August Becher

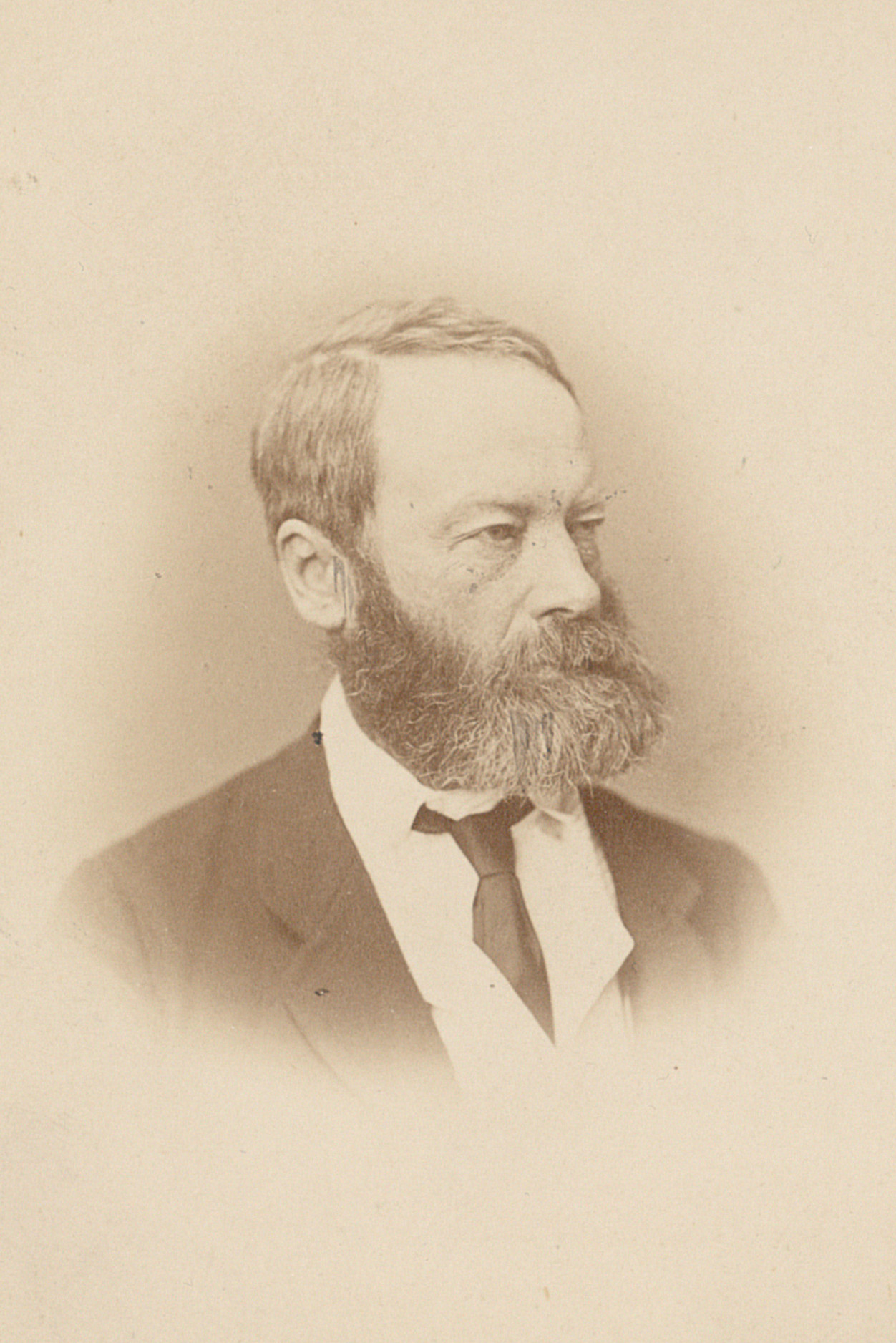
August Becher

Heinrich August Becher (* 21. Februar 1816 in Stuttgart; † 11. August 1890 ebenda) war ein württembergischer Jurist und Politiker. 

## Leben
August Becher war ein Sohn des Stuttgarter Medizinalrats Gottlob Becher und seiner Frau Henriette Juliane, geb. Schöffel. Er studierte zunächst Philosophie, dann Rechtswissenschaften an der Eberhard Karls Universität Tübingen und war als Rechtsanwalt tätig. 1848 war er Mitglied des Vorparlaments. 1848/1849 war er Mitglied der Frankfurter Nationalversammlung und deren in Stuttgart tagendem Rest, dem Rumpfparlament. Becher war einer der fünf Abgeordneten, die vom Rumpfparlament als provisorische Reichsregentschaft eingesetzt wurden. Nach dem Scheitern der Demokratiebewegung wurde Becher 1851 in Ludwigsburg des Aufruhrs angeklagt, aber freigesprochen.
Becher war mehrfach Mitglied der Zweiten Kammer der Württembergischen Landstände. Von 1845 bis 1849 war er Abgeordneter für das Oberamt Blaubeuren, von 1862 bis 1870 für das Oberamt Künzelsau und von 1876 bis zu seinem Tod 1890 für das Oberamt Besigheim. Er gehörte der württembergischen Demokratischen Volkspartei an. Nach einer Ersatzwahl gehörte er außerdem von 1869 bis 1870 als Abgeordneter des Wahlkreises Württemberg 3 (Ulm, Laupheim, Biberach) dem Zollparlament an. 1877 bis 1883 war er Mitglied des Stuttgarter Stadtrats. Er war seit 1835 Mitglied des Corps Suevia Tübingen.
Seine Tochter Emmy Becher war Kulturjournalistin und literarische Übersetzerin.